# Ryska statliga humanistiska universitetet
Ryska statliga humanistiska universitetet (Ryska: Росси́йский госуда́рственный гуманита́рный университе́т), är ett universitet i Moskva med inriktning på humaniora.